# بانانگا
بانانگا (به لاتین: Bananga) یک منطقهٔ مسکونی در سری‌لانکا است که در استان مرکزی (سری‌لانکا) واقع شده‌است.